# Czesław Mankiewicz

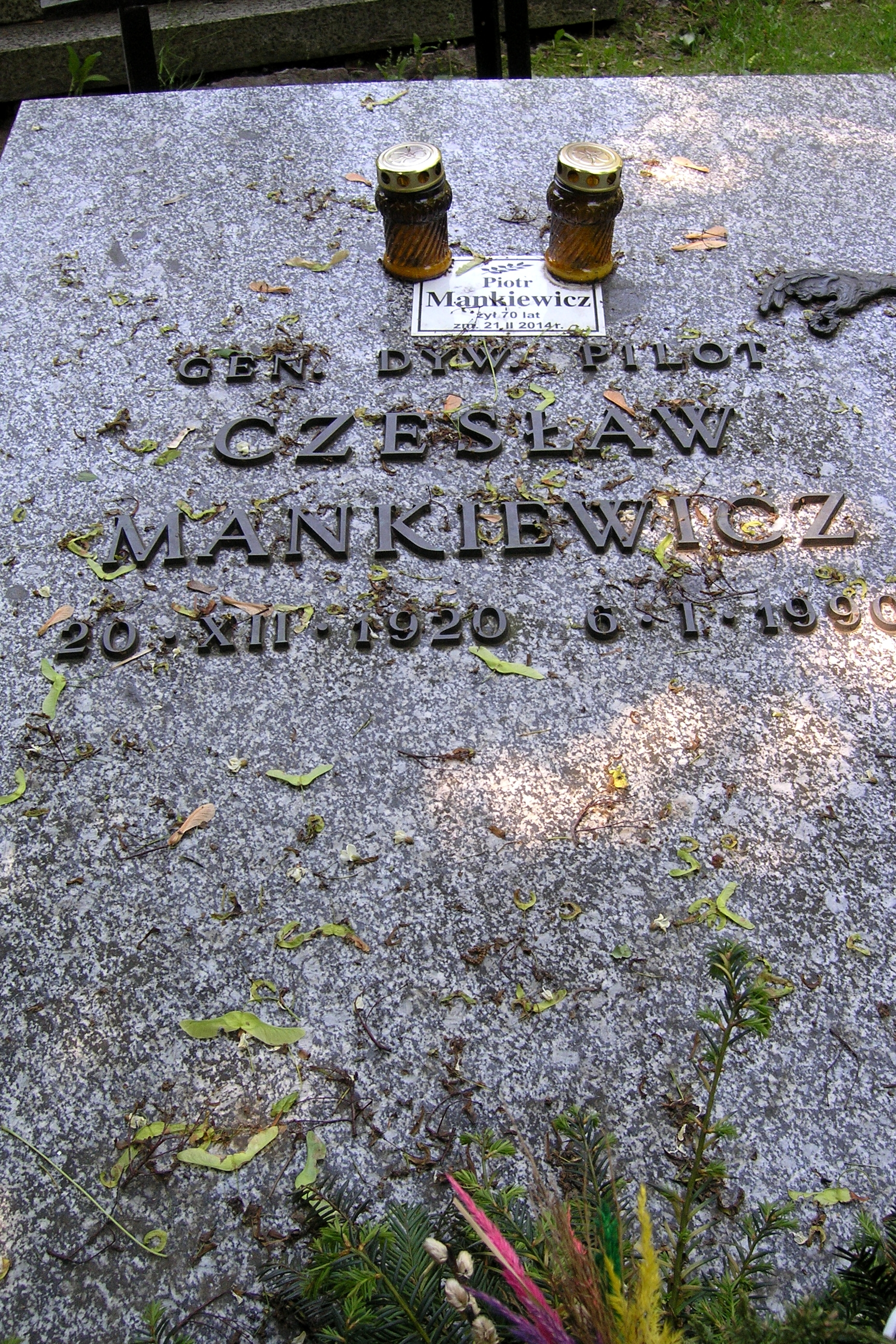
Grób gen. Czesława Mankiewicza i matematyka Piotra Mankiewicza na cmentarzu Wojskowym na Powązkach

Czesław Mankiewicz (ur. 20 grudnia 1920 w Omsku, zm. 6 stycznia 1990 w Warszawie) – generał dywizji WP, w latach 1962–1967 dowódca Wojsk Obrony Powietrznej Kraju (WOPK).

## Życiorys
Syn Aleksandra, dziennikarza i pracownika umysłowego oraz Marii. W 1938 zdał maturę w Gimnazjum Towarzystwa Ziemi Mazowieckiej w Warszawie. Do wybuchu II wojny światowej zaliczył I rok studiów na Wydziale Mechanicznym Politechniki Warszawskiej. 
W latach 30. był działaczem młodzieżowych organizacji PPS i OMS „Spartakus”, a podczas okupacji niemieckiej ZWW, ZWM i PPR. Kierownik techniki KC PPR od powstania partii w styczniu 1942. 12 lutego 1943 został aresztowany przez Gestapo. Był więziony w Auschwitz i na Majdanku. 
Od 1945 oficer polityczno-wychowawczy, następnie skończył kurs pilotażu. W 1955 r. został dowódcą pułku lotniczego, trzy lata później został generałem brygady i zastępcą dowódcy Wojsk Obrony Przeciwlotniczej Obszaru Kraju. W 1962 został dowódcą Wojsk Obrony Powietrznej Kraju, a w 1963 generałem dywizji. Odwołany w 1967 na fali czystek antysemickich w Wojsku Polskim. W marcu 1968 przeniesiony w stan spoczynku. 
Został pochowany na cmentarzu Wojskowym na Powązkach (kwatera BII-1-2).

## Ordery i odznaczenia
- Order Sztandaru Pracy I klasy (1964)[2]
- Order Krzyża Grunwaldu III klasy
- Krzyż Oficerski Orderu Odrodzenia Polski
- Krzyż Walecznych
- Krzyż Partyzancki
- Medal za Warszawę 1939–1945 (17 stycznia 1946)[3]
- Złoty Medal „Siły Zbrojne w Służbie Ojczyzny”
- Srebrny Medal „Siły Zbrojne w Służbie Ojczyzny”
- Brązowy Medal „Siły Zbrojne w Służbie Ojczyzny”
- Medal 10-lecia Polski Ludowej
- Złote Odznaczenie im. Janka Krasickiego (1963)[4]
- Złota odznaka "Za zasługi dla rozwoju województwa warszawskiego" (1964)[5]
- Złota Odznaka honorowa „Za Zasługi dla Warszawy” (1967)[6]
- Złota Odznaka Kół Młodzieży Wojskowej
- Pamiątkowa odznaka XX-lecia Oficerskiej Szkoły Lotniczej (1965)
- Medal jubileuszowy „Dwudziestolecia zwycięstwa w Wielkiej Wojnie Ojczyźnianej 1941–1945” (ZSRR, 1965)[7]